# Pink (Oklahoma)
Pink é uma cidade  localizada no estado norte-americano de Oklahoma, no Condado de Pottawatomie.

## Demografia
Segundo o censo norte-americano de 2000, a sua população era de 1165 habitantes.
Em 2006, foi estimada uma população de 1218, um aumento de 53 (4.5%).

## Geografia
De acordo com o United States Census Bureau tem uma área de
67,2 km², dos quais 67,2 km² cobertos por terra e 0,0 km² cobertos por água.

## Localidades na vizinhança
O diagrama seguinte representa as localidades num raio de 16 km ao redor de Pink.